# Kawiarenka Poetycka Rawa Blues

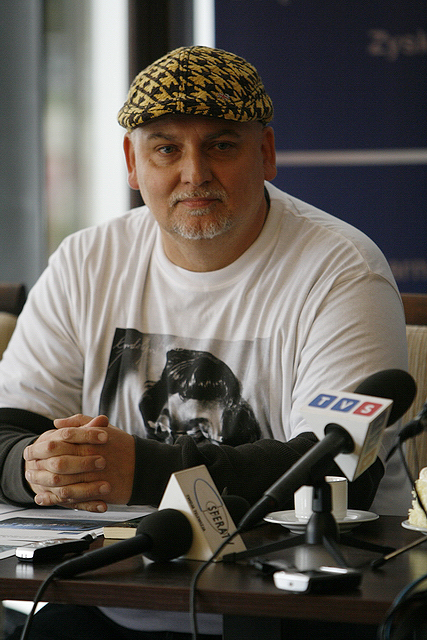
Jerzy Kossek 30 Konferencja Rawa Blues

Kawiarenka Poetycka Rawa Blues Festival – równoległa do występów muzycznych impreza o charakterze kulturowym, skupiająca się na działaniach literackich dążących do podniesienia jakości tekstów bluesowych oraz koncepcji szerszego pojmowania bluesa jako zjawiska kulturowego, a nie jedynie gatunku muzycznego.
Gospodarzem, pomysłodawcą i autorem koncepcji jest Jerzy Kossek. Pierwsze spotkanie w kawiarence bluesowej miało miejsce w 2007 roku równolegle z edycją Tygla Kulturalnego na 27 edycji Rawa Blues Festival. Gośćmi I Kawiarenki byli poeci skupieni wokół Instytutu Mikołowskiego: Maciej Melecki, Krzysztof Siwczyk, Bartłomiej Majzel i Marta Podgórniak.
W Kawiarence pojawili się również Dariusz Dusza, Janusz Kosiński, Jan Chojnacki. Pisano wiersze i teksty bluesowe na wielkiej rolce papieru, gdzie każdy mógł dopisać swój bluesowy wers. Jerzy Kossek przedstawił poezję Stuarta Dybka, poety z Chicago o polskich korzeniach, nawiązującego w swej twórczości do poetyki bluesowej.

## Edycje

### II (2008)
W 2008 roku odbyła się 28 Edycja Rawy i II Edycja Bluesowej Kawiarenki Poetyckiej, która przyniosła dwa wydarzenia: występ Jurka Dębiny, który wraz z Łukaszem Kobielą zaintonował Manhattan Blues według Allena Ginsberga oraz przedstawienie słowno-muzyczne w wykonaniu młodzieży skupionej wokół Klubu Amerykańskiego, oparte na wątkach poematów Edgara Lee Mastersa Umarli ze Spoon River w reżyserii Jerzego Kosseka.

### III (2009)
W 2009 roku odbyła się 29 Edycja  Rawy Blues i III Edycja Bluesowej Kawiarenki Poetyckiej, podczas której odbył się happening bluesowy – 100 osób weszło na dużą scenę festiwalu i pod przewodnictwem Jerzego Kosseka wyrecytowało The Weary Blues Langstona Hughesa.

### IV (2010)
Rok 2010 przyniósł IV Edycję Bluesowej Kawiarenki Poetyckiej. Formuła Kawiarenki Poetyckiej uległa rozszerzeniu i otworzyła ona swe podwoje już 7 października w Bielsku-Białej, na Akademii Techniczno-Humanistycznej, gdzie odbyła się I Międzynarodowa Konferencja Naukowa poświęcona bluesowi pod hasłem: Blues jako zjawisko kulturowe. Motywem przewodnim kawiarenki była twórczość amerykańskiej, czarnoskórej poetki Gwendolyn Brooks.

### V (2011)
V Edycja Bluesowej Kawiarenki Poetyckiej na 31 Rawa Blues Festival w dniu 8 października była poświęcona sylwetce króla Missisipi Delta Blues, Roberta Johnsona. Jerzy Kossek przedstawił przy udziale Patryka Filipowicza i Przemka Laszczyka premierę bluesowego poematu: Robert Johnson and the Devil napisanego specjalnie na tę okazję. W przedstawieniu wystąpili studenci Uniwersytetu Śląskiego z Katowic i Akademii Techniczno-Humanistycznej z Bielska-Białej.

### VI (2012)
Na VI Edycji Bluesowej Kawiarenka Poetyckiej na 32 Rawa Blues Festival, obchodzono 100-lecie urodzin najsłynniejszego przedstawiciela country, folku i bluesa Woodiego Guthriego. Gośćmi kawiarenki byli znani pisarze, poeci, wykładowcy akademiccy, muzycy. W programie kawiarenki m.in. spotkania z pisarzami i poetami, prezentacja poezji Barbary Gruszki-Zych, prezentacja twórczości Woodiego Guthriego w wykonaniu Jerzego Kosseka oraz warsztaty pisarskie dotyczące pisania tekstów piosenek bluesowych. Najlepszy tekst napisany podczas festiwalu Rawa Blues był odczytany na scenie festiwalu i nagrodzony. Współorganizatorem VI edycji Bluesowej Kawiarenki Poetyckiej było stowarzyszenie O'Blues/ie Naukowo.

### VII (2013)
33 Rawa Blues przyniosła VII Edycję Kawiarenki Poetyckiej. Tym razem głównym bohaterem Kawiarenki był amerykański gwiazdor z Alabamy Hank Williams (1923–1953), który w roku obchodów Kawiarenki obchodziłby 90 rocznicę urodzin i 60 rocznicę śmierci. Pomimo iż Williams głównie kojarzony jest z muzyką country, jego korzenie tkwią w bluesie. W programie Kawiarenki był też konkurs na najlepsze tłumaczenie tekstów piosenek Hanka Williamsa.
Przedstawiono też twórczość amerykańskiego prozaika Steve’a Tomasuli oraz sztukę teatralną współczesnego dramatopisarza amerykańskiego Steve’a Feffera poświęconą słynnej wytwórni płytowej Chess Records, założonej przez imigranta o polskich korzeniach Leonarda Chessa.
W obchodach Kawiarenki jak co roku uczestniczyli studenci skupieni wokół Klubu Amerykańskiego, a współorganizatorem kawiarenki poetyckiej było Stowarzyszenie O’Bluesie Naukowo.